# 라로통가 국제공항
라로통가 국제공항(영어: Rarotonga International Airport)은 쿡 제도 라로통가섬에 위치한 공항으로 아바루아 도심으로부터 서쪽 3km 떨어진 곳에 위치해 있다. 2003년에 터미널 확장 공사를 위해 수주가 시작되었으며 2009년에 확장 공사가 시작되어 2010년에 완공되었다.

## 역사
2003년, 터미널과 출발 및 체크인 구역은 65만 달러의 비용으로 개편되었다. 기존 터미널 시설을 개조하고 확장하기 위해 2009년부터 8.5m 규모의 재건 사업이 시작되었다. 뉴룩 터미널(영어: New-look Terminal)은 2010년 6월 22일에 정식 개통되었다.

## 운항 노선

### 국제선
| 항공사        | 목적지   |
| ------------- | -------- |
| 에어 뉴질랜드 | 오클랜드 |
| 에어 타히티   | 파페에테 |
| 제트스타 항공 | 오클랜드 |

### 국내선
| 항공사        | 목적지                                                            |
| ------------- | ----------------------------------------------------------------- |
| 에어 라로통가 | 아이투타키, 악투우, 마니히키, 마우케, 망가이아, 미티아로, 펜린 섬 |

## 사진

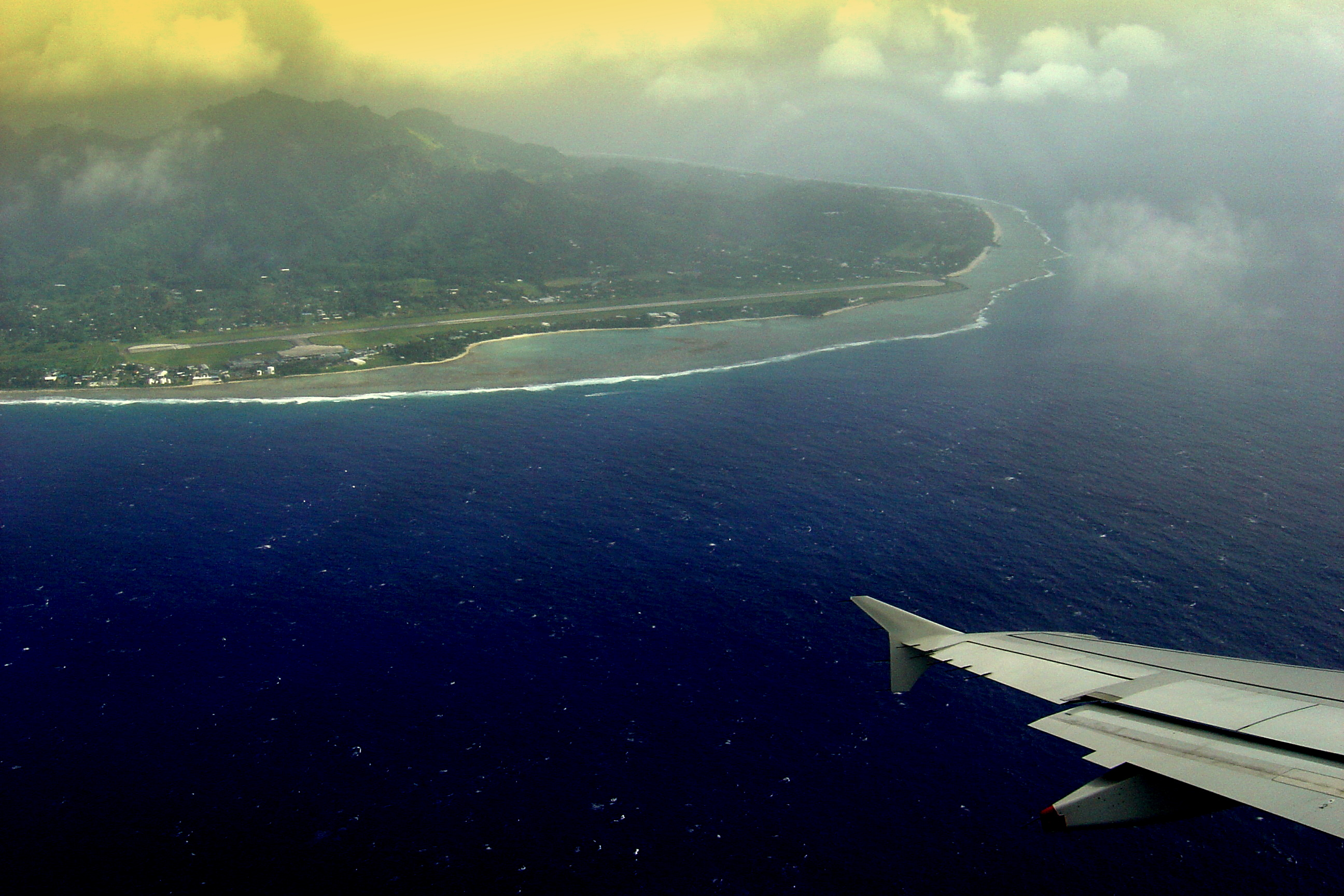
기내 안에서 본 라로통가 국제공항